# Soleichthys heterorhinos
A Soleichthys heterorhinos a csontos halak (Osteichthyes) főosztályának a sugarasúszójú halak (Actinopterygii) osztályába, ezen belül a lepényhalalakúak (Pleuronectiformes) rendjébe és a nyelvhalfélék (Soleidae) családjába tartozó faj.

## Előfordulása
A Soleichthys heterorhinos elterjedési területe az Indiai-óceán keleti részén és a Csendes-óceán nyugati részén van; Indiától Szamoáig; északon a határt Dél-Japán, míg délen az ausztráliai Új-Dél-Wales alkotja.

## Megjelenése
Ez a halfaj legfeljebb 18 centiméter hosszú.

## Életmódja
A Soleichthys heterorhinos trópusi, tengeri halfaj, amely a korallzátonyok közelében él. 2-5 méteres mélységben tartózkodik. A homokos tengerfenéket kedveli, ahol a homokba elássa magát; csak a szeme és a csőszerű orrlyuka látszik ki. Ha megzavarják, igen gyorsan továbbúszik, nyugalmi állapotban, alig vehető észre. Látszólag, éjszaka tevékenyebb.